# Ліван на зимових Олімпійських іграх 1952
Ліван брав участь у Зимових Олімпійських іграх 1952 року в Осло (Норвегія) удруге за свою історію, але не завоював жодної медалі.